# معاداة السامية الجديدة
معاداة السامية الجديدة هي المفهوم المتمثّل بتطور شكل جديد من أشكال معاداة السامية في أواخر القرن العشرين وأوائل القرن الحادي والعشرين. عادةً ما تميل معاداة السامية الجديدة إلى إظهار نفسها على أنها متعارضة مع الصهيونية والانتقادات الموجهة للحكومة الإسرائيلية. يُدرَج هذا المفهوم في بعض تعريفات معاداة السامية، مثل التعريف العملي لمعاداة السامية واختبار الحجج الثلاث لمعاداة السامية (Three Ds of antisemitism).
يفترض هذا المفهوم عمومًا أن ما قاله العديد من الأفراد والهيئات العالمية بأنه انتقاد لإسرائيل في أواخر القرن العشرين وأوائل القرن الحادي والعشرين يندرج في الواقع تحت عنوان الشيطنة؛ إذ رافق هذه الانتقادات تصاعد في الهجمات الدولية المزعومة على اليهود ورموزهم، إضافةً إلى زيادة تقبّل المعتقدات المعادية للسامية في الخطاب العام. تجسّد هذه الشيطنة تطوّرًا في ظهور المعتقدات المعادية للسامية.
يزعم مؤيّدو هذا المفهوم وجود علاقة ارتباطية بين معاداة الصهيونية وشيطنة إسرائيل والمعايير المزدوجة السارية على سلوكياتها (يضيف بعض المؤيدين معاداة أمريكا، ومناهضة العولمة، ومدرسة العالم الثالث) من جهة، ومعاداة السامية من جهة أخرى. يرى البعض هذه الأمور على أنها معاداة سامية خفية، ولا سيما عند صدورها عن اليسار المتطرّف والإسلاموية واليمين المتطرّف في آن واحد.
يزعم منتقدو هذا المفهوم أنّه يدمج معاداة الصهيونية السياسية والانتقادات الموجّهة للحكومة الإسرائيلية من جهة، مع العنصرية والكراهية ضد اليهود والمحرقة من جهة أخرى. يرى منتقدو هذه المفهوم أنه يضع تعريفًا ضيّقًا للانتقاد المشروع لإسرائيل وتعريفًا فضفاضًا للشيطنة، ويرون بأنه يُسخّف من مبدأ معاداة السامية، ويُستخدم لإسكات النقاش السياسي وحرية التعبير في مجال الصراع الإسرائيلي الفلسطيني المستمر.

## نبذة تاريخية عن المفهوم

### ستينيات القرن العشرين: جذوره
يزعم الفيلسوف الفرنسي بيير أندريه تاغييف أن الموجة الأولى ممّا يصفه على أنه «رهاب اليهودية الجديد» منبثقةٌ من العالم العربي والإسلامي ومنطقة النفوذ السوفييتي أعقاب حرب 1967، إذ استشهد بأبحاث جاك جيفت (1968) والمؤرّخ ليون بولياكوف (1969) التي ناقشت فكرة معاداة السامية الجديدة المتجذّرة في معاداة الصهيونية. يزعم تاغييف تمحور الموضوعات المعادية لليهود حول الشخصيات الشيطانية لإسرائيل، وما يسمّيه بـ«العالم الصهيوني الخيالي» المتمثّل بالفكرة القائلة إنّ اليهود يخطّطون معًا ويسعون إلى غزو العالم، وأنّهم إمبرياليون متعطّشون للدماء، ما أدى إلى إعادة انتشار قصص القتل العشائري وتسميم إمدادات الغذاء والمياه.

### سبعينيات القرن العشرين: المناقشات الأولى
كتب وزير الخارجية الإسرائيلي أبا إيبان في مجلة المؤتمر نصف الإسبوعية التابعة للمؤتمر الأمريكي اليهودي في عام 1973، إذ عرّف معاداة الصهيونية بأنها «معاداة السامية الجديدة»، قائلًا:
شهدنا مؤخرًا صعود اليسار الجديد الذي يُعرّف إسرائيل بأنها منشأة متّسمة بالاستيلاء والاعتداد المتغطرس بالذات، وأنّها تمثّل الأعداء الأساسيين [...] دعونا نحذّر من الوقوع في الخطأ: يُعتبر اليسار الجديد مؤلِّف معاداة السامية الجديدة وسلفها. تتمثّل إحدى المهام الرئيسة لأي حوار مع عالم جنتايل (غير اليهود) في إثبات أن التمييز بين معاداة السامية ومعاداة الصهيونية غير موجود على الإطلاق. إن معاداة الصهيونية ليست سوى معاداة السامية الجديدة. أعلنت معاداة السامية الكلاسيكية القديمة أن الحقوق المتساوية ملك لجميع الأفراد في المجتمع باستثناء اليهود. تزعم معاداة السامية الجديدة أن جميع الدول تمتلك الحق في إقامة دولة وطنية مستقلة ذات سيادة والحفاظ عليها، ما دامت غير يهودية. عندما تمارس الدولة الأقدم والأكثر أصالة من جميع الأوطان هذا الحق، ليس جزر المالديف ولا دولة الغابون ولا بربادوس... يُقال إنّها استبعادية وانصرافية وأن الأفراد اليهود يتهرّبون من رسالتهم العالمية.
نشر كلّ من أرنولد فورستر وبنجامين إبشتاين من رابطة مكافحة التشهير كتابًا بعنوان معاداة السامية الجديدة (1974)، إذ عبّرا فيه عن المزيد من القلق إزاء ما وصفوه على أنه مظاهر جديدة لمعاداة السامية المتجذّرة في شخصيات راديكالية يسارية ويمينية متطرّفة و«مناصرة للعرب» في الولايات المتّحدة الأمريكية. زعم كلّ من فورستر وإبشتاين بأن معاداة السامية الجديدة غير مبالية بمخاوف الشعب اليهودي، وغير مكترثة في تعاملها مع التحيّز المعادي لليهود، وغير قادرة على فهم أهمية إسرائيل للبقاء اليهودي.
راجع المدير المؤسس لمعهد ناثان بيرلموتر للدفاع عن اليهود (في جامعة برانديز) إيرل راب عمل كلّ من فورستر وإبشتاين في مجلة كومينتاري، إذ زعم بأنّ «معاداة السامية الجديدة» قد ظهرت بالفعل في أمريكا، متّخذة شكل معارضة للحقوق الجماعية للشعب اليهودي. انتقد إيرل كلًّا من فورستر وإبشتاين لخلطهما بين معاداة السامية الجديدة والتحيّز ضد إسرائيل. كتب آلان براونفيلد أن تعريف فورستر وإبشتاين الجديد لمعاداة السامية من شأنه أن يُسخّف من مفهومها عبر تحويلها إلى «شكل من أشكال الابتزاز السياسي» و«سلاح لإسكات أي انتقاد لسياسة إسرائيل أو الولايات المتحدة الأمريكية في الشرق الأوسط». كتب إدوارد شابيرو في كتابه زمن للشفاء: يهود أمريكا منذ الحرب العالمية الثانية: «عرّف فورستر وإبشتاين معاداة السامية الجديدة بأنها عدم قدرة الجنتايل (غير اليهوديين) على حب اليهود وإسرائيل بما يكفي».

### ثمانينيات القرن العشرين حتى يومنا هذا: المناقشات المستمرة
تناول المؤرخ روبرت ويستريش هذه القضية في محاضرة له في عام 1984 في منزل الرئيس الإسرائيلي حاييم هرتصوغ. زعم فيها أن «معاداة السامية الجديدة المعادية للصهيونية» قد بدأت في الظهور محمّلة بسمات مميزة متمثّلة في المساواة بين الصهيونية والنازية، والاعتقاد بتعاون الصهاينة مع النازيين خلال الحرب العالمية الثانية. زعم ويستريش أن هذه الادعاءات كانت سائدة في الاتحاد السوفييتي، وأضاف أنه ساد خطاب مشابه لهذه الادعاءات لدى اليسار الراديكالي بالأخص الجماعات التروتسكية في أوروبا الغربية وأمريكا.